# Live in Japan (Roy Buchanan)
Live in Japan è un album dal vivo del chitarrista statunitense Roy Buchanan, pubblicato dalla Polydor Records nel 1978.
Brani estratti durante il tour di 14 giorni che il chitarrista e la sua band (The Roy Buchanan Band) effettuarono nel giugno del 1977 in diverse città giapponesi, tra cui Tokyo e Osaka.

## Tracce
Lato A
1. Soul Dressing – 7:18 (Booker T. Jones, Steve Cropper, Lewis Steinberg, Al Jackson) – Brano strumentale
2. Sweet Honeydew – 3:28 (Roy Buchanan, Byrd Foster)
3. Hey Joe – 9:23 (William M. Roberts)
4. Slow Down – 2:53 (Larry Williams)

Durata totale: 23:02
Lato B
1. Lonely Days Lonely Nights – 4:13 (Autore sconosciuto)
2. Blues Otani – 7:51 (Roy Buchanan, Byrd Foster)
3. My Baby Says She's Gonna Leave Me – 3:24 (Roy Buchanan, John Harrison, Billy Price)
4. Sweet Dreams – 3:58 (Don Gibson) – Brano strumentale

Durata totale: 19:26

## Formazione
- Roy Buchanan - chitarra
- Malcolm Lukens - tastiere
- John Harrison - basso
- Byrd Foster - batteria, voce[1]